# Misery Signals
Misery Signals es una banda de metalcore formada en Wisconsin en el año 2002 con fuertes influencias del metal técnico y hardcore melódico por lo cual se destacan por la gran ejecución de los riff polirrítmicos y disonancias complejas en su música creando un hardcore más técnico.

## Historia
Misery Signals lo forman Ryan Morgan y Kyle Johnson tras la ruptura de 7 Angels 7 Plagues. Abandonan los estudios y trabajos para centrarse en
sacar material, hasta que se les une Jeff Aust (Hamartia) a la guitarra, Jesse Zaraska de Compromise y el hermano de Ryan, Branden, en la batería.
En medio de una minigira en la primavera de 2003 Jeff Aust deja la banda y entra Stuart Ross. Su primera grabación es un EP de 6 canciones y 25
minutos. El trabajo muestra el deseo y la desesperación del grupo en su esfuerzo por crear a pesar de la desaparición de sus anteriores bandas.
Su primer LP lo edita Ferret Music en 2004 y tiene buen recibimiento por parte de la crítica. Han girado por los Estados Unidos, Canadá, Europa y Japón junto a bandas como The Dillinger Escape Plan, Bleeding Through, Strapping Young Lad o Zao.
En enero de 2006 anuncian que su vocalista Jesse Zaraska ha dejado la banda para centrarse en su proyecto Sleeping Giant con miembros de Compromise. Es sustituido por Karl Schubach. Con él empiezan a grabar el que será su segundo disco Mirrors. Karl afirma: Soy un gran fan de Misery Signals. Cuando la banda publicó un mp3 sin voces para las audiciones me lo bajé. Teniendo mi propio estudios, no fue un gran problema ponerle mis voces sólo por diversión. Se lo puse a algunos amigos para echar unas risas pero no estaba convencido de enviárselo a la banda.
En el nuevo disco trabajan con el productor Ben Schigel Productor Y Vocalista de Switched banda de Nu Metal de Ohio, Cleveland (Chimaira, Zao). Del nuevo material Ryan Morgan nos cuenta: Es nuestro material más heavy pero a la vez es más atmosférico que el primer disco. La gente que esté nerviosa por el cambio de vocalista o que piense que vamos a meter voces limpias puede relajarse. Karl tiene una voz monstruosa que nuestros fans han valorado en la banda en el pasado.
Sobre el título del disco comenta que muchas de las canciones lanzan preguntas sobre uno mismo y cómo la gente percibe a los demás y las imágenes que representan ante ellos.
La banda va a participar en el Warped Tour 2006 antes de afrontar su primera gira como cabezas de cartel. El 21 de agosto editan el disco, y tras el verano estarán abriendo para Darkest Hour.

## Discografía
| Año  | Título                         | Formato | Sello        | Notas                               |
| ---- | ------------------------------ | ------- | ------------ | ----------------------------------- |
| 2003 | Misery Signals                 | EP      |              | Seis temas y 25 minutos de duración |
| 2004 | Of Malice And The Magnum Heart | LP      | Ferret Music |                                     |
| 2006 | Mirrors                        | LP      | Ferret Music |                                     |
| 2008 | Controller                     | LP      | Ferret Music |                                     |
| 2013 | Absent light                   | LP      | Basick       |                                     |